# Iglesia de San Lucas y Santa Martina (Roma)
La iglesia de San Lucas y Santa Martina es una iglesia barroca del siglo XVII de Italia erigida en Roma, entre el Foro Romano y el Foro de César y cerca del arco de Septimio Severo. Es reputada por haber sido una de las primeras iglesias que tienen una fachada curvada, honor disputado con San Carlo alle Quattro Fontane, de  Francesco Borromini.

## Historia
Inicialmente fue dedicada a santa Martina, martirizada en el año 228, durante el mandato del emperador Alejandro Severo. Se cree que la construcción de este templo en el siglo VII al papa Honorio I, a quien igualmente se le atribuye la fundación de la vecina iglesia de San Adrián al Foro, en la nave de la Curia romana. 
Destruida, fue restaurada y nuevamente consagrada en 1256, durante el papado de Alejandro IV, como recuerda la inscripción mural de la capilla de la derecha, la iglesia está presente en el Catálogo de Cencio Camerario, aunque Martina no esté citada entre los santos de los cuales se conservarían las reliquias. Se trataría en aquel entonces de una simple estructura rectangular rodeada por los tres lados de otras construcciones.
La dedicación de la iglesia al apóstol San Lucas se produjo después. En el siglo XVI, Sixto V buscó espacio en la plaza de Santa María la Mayor e hizo demoler la iglesia de San Lucas de los Pintores (San Luca dei Pittori). Aquella iglesia estaba dedicada a la Accademia di San Luca, que se había fundado en 1577. Como constituían una corporación importante, convenía compensarlos. De ahí que en el año 1588, una bula del papa Sixto V les adjudicase el patronazgo de la iglesia de santa Martina en el foro, junto al arco de Septimio Severo; es en ese momento cuando san Lucas fue añadido a la titularidad de la iglesia. 
La academia emprendió reformas menores de la iglesia, y también hubo proyectos para una nueva iglesia. Entre 1592 y 1618, diversos artistas (Federico Zuccari, Giovanni Baglione) presentaron proyectos para la reconstrucción de la iglesia. Los más notables fueron los dibujos que se atribuyeron a Ottaviano Nonni, que tenía el sobrenombre de El Mascherino (1536-1606). Pero la importancia de los trabajos a realizar, estructurales (consolidación de muros, reparación de techos y suelos, la excavación de una cripta para enterrar a los artistas), determinaba que los gastos no estarían cubiertos por la venta de antigüedades recogidas en los alrededores.
Además, al estar encajonada entre otras construcciones, lo primero que había que hacer era conseguir cierto espacio, y para ello la academia adquirió, gradualmente, propiedades adyacentes a la iglesia.

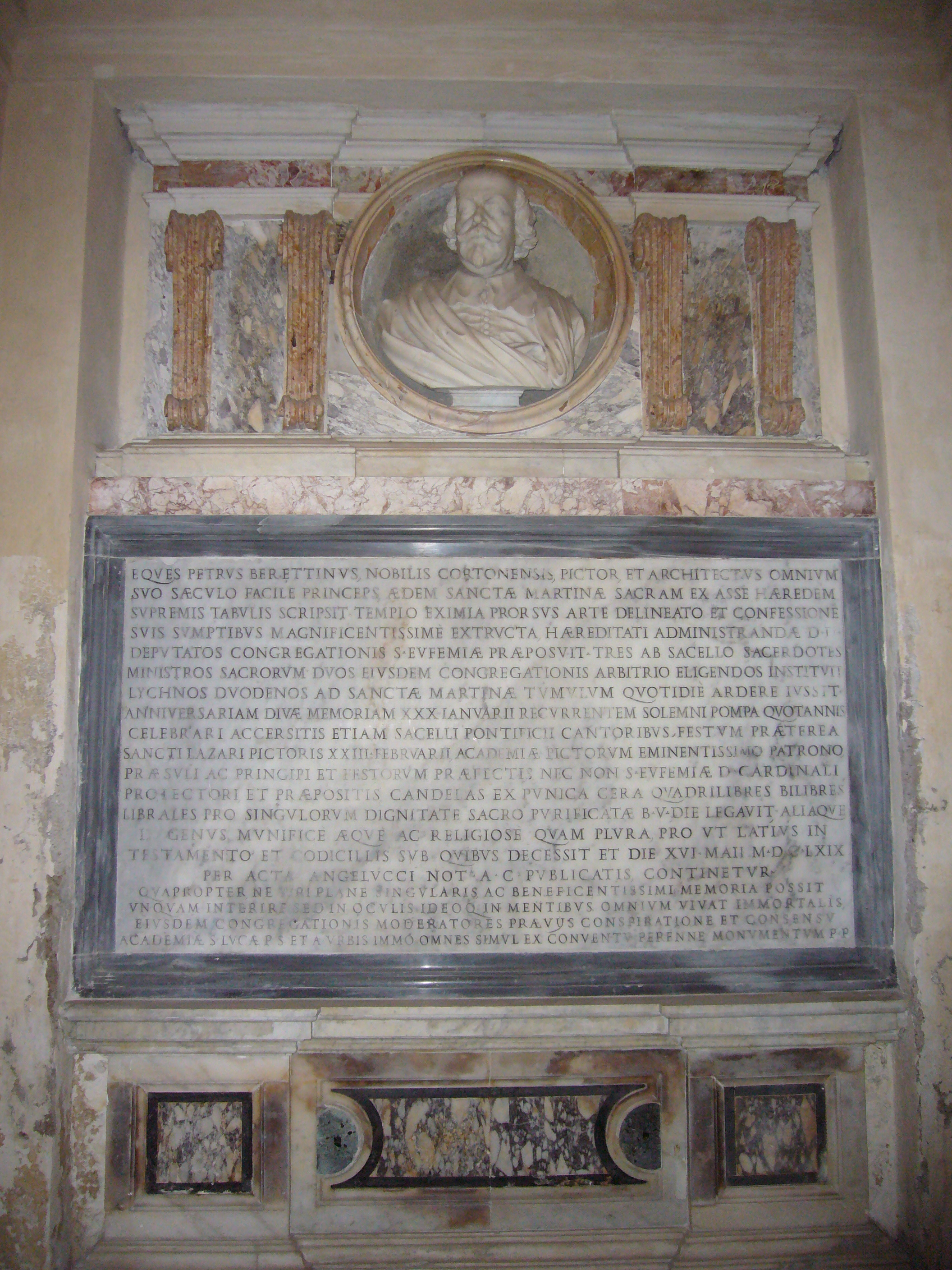
Monumento a Pietro da Cortona, con su testamento.

En 1634, Pietro da Cortona fue elegido presidente de la Academia. Artista muy apreciado por los Barberini, obtuvo el derecho a construir en la iglesia su propia capilla funeraria «siempre y cuando reparase el daño y embelleciese a su gusto y a su voluntad», es decir, a expensas propias.
Pietro presentó un proyecto que también incluyó espacios para los trabajos y las recepciones de la Academia, y comenzó a excavar bajo el altar, donde tenía la intención de colocar la tumba familiar, como era costumbre. Sin embargo, el 25 de octubre de 1634 emergió de la cavidad una caja llena de huesos, algo habitual en aquella época en Roma, pero tenían una placa en la que estaba escrito «Qui riposano i corpi de' Sacri Martiri Martina Concordio Epifanio con loro Compagno» («Aquí reposan los cuerpos de los santos mártires Martina, Concordio, Epifanio y sus compañeros»). No hay duda de que se esperaba que con esto empezaran a fluir los fondos para albergar las reliquias en una nueva iglesia. En noviembre de 1634, el papa Urbano VIII visitó la iglesia, y el sobrino del papa, el cardenal Francesco Barberini, quien había sido protector de la iglesia desde 1626, dedicó 6.000 scudi  aunque su pleno apoyo a un edificio nuevo parece haber sido dudoso.
Los trabajos de reconstrucción se realizaron bajo la dirección de Pietro da Cortona. La construcción del nuevo edificio comenzó en el año 1635 pero se vio sujeto a interrupciones como la amplia visita que hizo Cortona a Florencia en el período 1639-47 y la huida de Francesco Barberini del papa Inocencio X a París en 1645-48. Pietro da Cortona, que consideraba la iglesia como algo propio, hizo realizar, con su propio dinero, la iglesia subterránea y la dotó de mobiliario precioso. A la muerte de Cortona en 1669, algunas partes, como la decoración del interior de la cúpula, aún estaban incompletas. Deseaba continuar beneficiando a la iglesia con su dinero después de su muerte, y la dotó de una renta, cuyos activos (6.750 scudi) debían permitir el mantenimiento de la iglesia en servicio. La Academia hizo grabar estas disposiciones en el mármol, bajo el busto del artista sigue siendo legible en la actualidad. Su generosidad fue seguida en el tiempo por la de otros muchos académicos, príncipes o no.
El precedente directo de esta intervención sería la fachada diseñada por Miguel Ángel para la basílica de San Lorenzo de Florencia.

## Descripción

### Planta
Iglesia de San Lucas y Santa Martina.
La planta es una interpretación monumental de la de cruz griega, es decir, se trata de un edificio central, mucho más utilizado en el Renacimiento. Los brazos de la cruz son prácticamente iguales y están rematados en forma semicircular (ábsides), especialmente el de acceso, marcando de esta manera el eje longitudinal que nos lleva al altar. Los brazos del transepto son más cortos, y presentan una curvatura menos pronunciada. El centro está coronado por la cúpula. Grandes columnas jónicas, que sostienen un gran entablamento, se arraciman alrededor del cruce y pueblan los espacios en los muros de los transeptos absidiales, el coro y la nave.
El problema es que al estar tan próximas las fachadas, podrían robarse protagonismo. Cortona lo resuelve dándole a una de las fachadas y a la cúpula el protagonismo total.

### Fachada

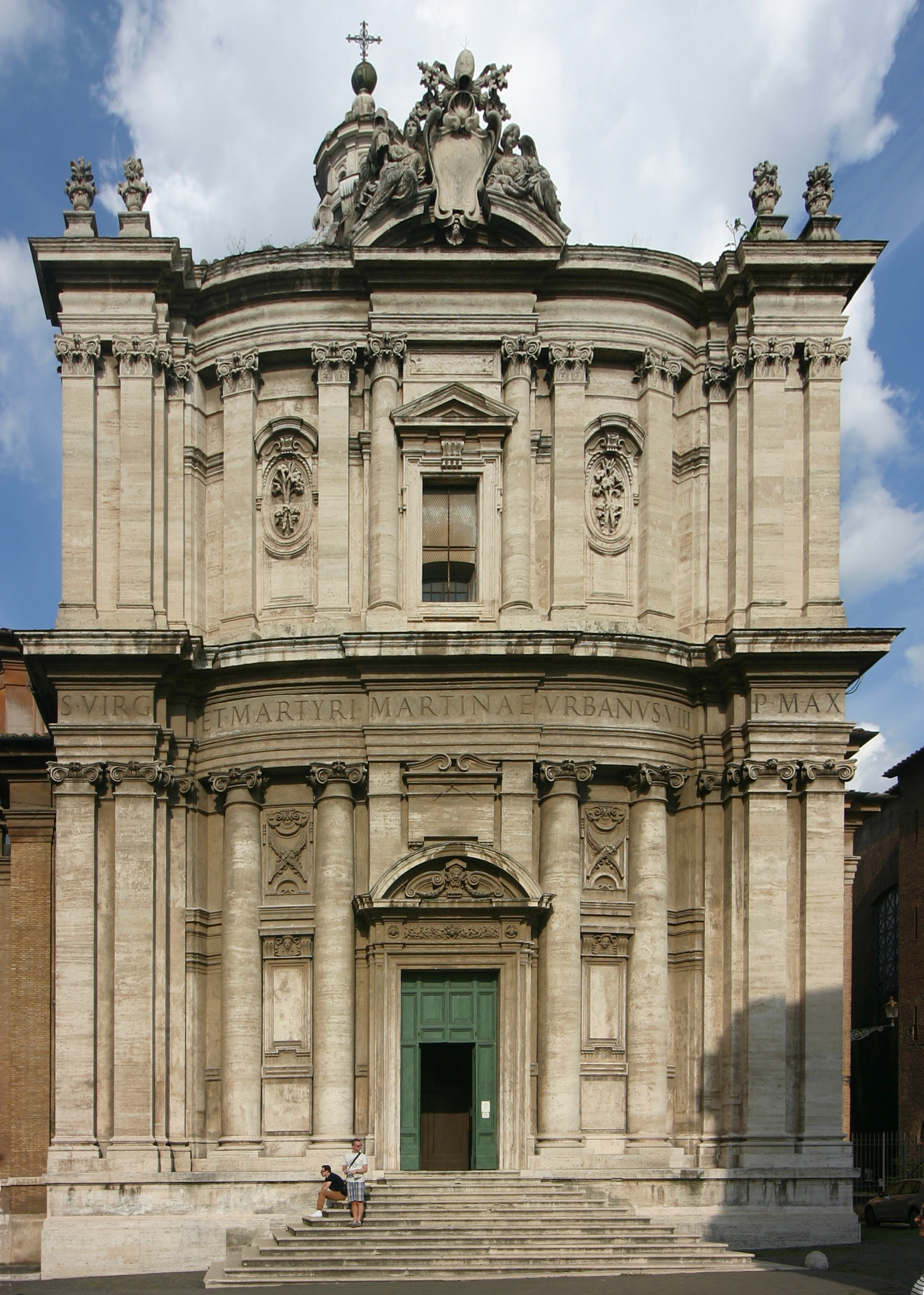
Fachada

La fachada, de forma convexa, se terminó en 1664. El diseño de Cortona responde a la más libre de las tres tipologías barrocas: la de movimiento. Es un movimiento curvo, convexo tanto arriba como abajo. Se divide en dos cuerpos (superior e inferior) de igual anchura. Cortona transforma la fachada apaisada y estática de Miguel Ángel en San Lorenzo en una forma barroca y viva. Destaca el fuerte empuje vertical dado por la ausencia del frontón que se proyectó en origen, lo que permite ver la cúpula desde el suelo; con esto se crea una direccionalidad hacia arriba muy fuerte. Es una fachada de gran plasticidad sólida, parece que sea deformable, que se mueva, está llena de salientes y entrantes, creando un gracioso juego de claroscuros. Los laterales rectos parecen oprimir al centro, que se abomba, creando el movimiento convexo. La fachada se integra en el espacio urbanístico que la rodea, y se destaca el eje central de la puerta. Todo ello dentro de la línea novedosa del barroco de Cortona.
La suave curvatura de la fachada está contenida por una doble serie de pilastras pareadas. Las columnas de la planta baja están metidas contra el muro, más que proyectadas hacia afuera como una entidad espacial como el pórtico de entrada en Santa Maria della Pace. Se permite que otros elementos, como los frontones y las molduras, se proyectan entre las columnas para crear tensiones espaciales que recuerdan al manierismo florentino. /

### Interior

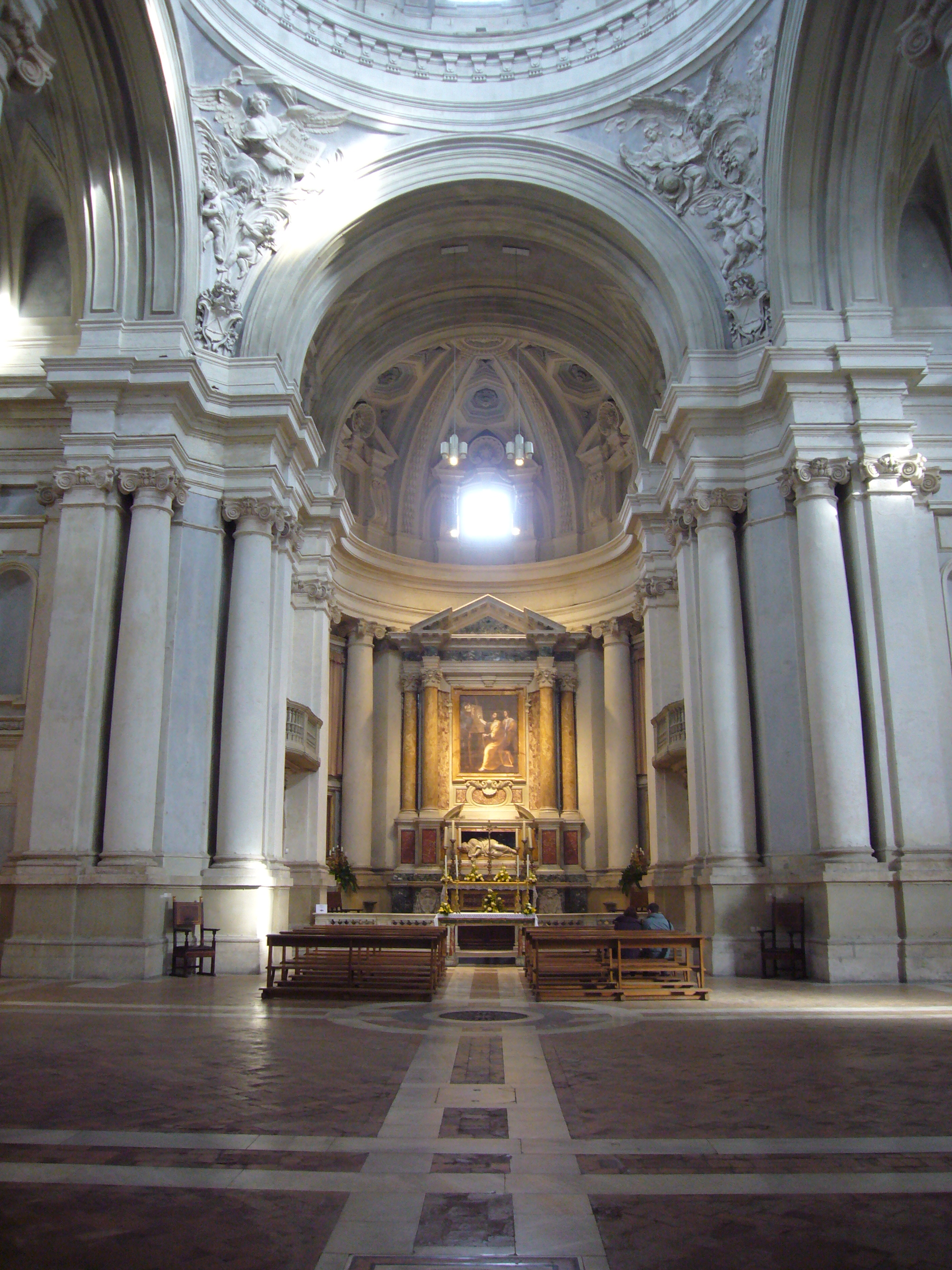
Interior

En el interior, tal y como es característica barroca, se establecen en altura dos zonas bien diferenciadas, creando dos ámbitos distintos: el terrenal y el celestial. El primero se configura mediante el muro, con su movimiento vital y vibrante, creando con las columnas y las pilastras adosadas una piel, un esqueleto, de tal forma que la iglesia parece cobrar vida, como una gigantesca ameba. Es característico del espacio barroco, que tiende a envolver al observador, con un marcado gusto por lo cóncavo para los interiores. 
Sin embargo, aparte de los altares, el interior es de estuco blanco; una decisión sorprendente para una iglesia dedicada al santo patrón de los pintores (San Lucas), construida para la academia de pintores de Roma y por un pintor que había decorado algunas de las bóvedas de iglesia más opulentas en Roma como Santa Maria in Vallicella. 
Dos escaleras de la iglesia superior bajan a la iglesia inferior que tiene un corredor que conectaba con una capilla octogonal directamente debajo de la cúpula de la iglesia superior y la capilla de santa Martina debajo del altar mayor. Una abertura circular en la bóveda de la capilla octogonal permite una vista a través de la cúpula de la iglesia superior. En contraste con la amplitud espacial de la iglesia superior, la iglesia inferior, y particularmente la capilla de santa Martina, está ricamente decorada con color, mármoles, bronce dorado y tiene bóvedas relativamente bajas. En la capilla de Santa Martina, las columnas jónicas en las esquinas han sido colocadas en la diagonal, que recuerda al diseño de Miguel Ángel de la capilla Sforza en Santa Maria Maggiore, y así establecen tensiones oblicuas y también ortogonales en esta capilla centrada en el altar de S. Martina.
El espacio superior, que configura el ámbito celestial, es totalmente distinto. Si la parte inferior tiene un aspecto macizo, esta superior resulta completamente ingrávida. La majestuosa cúpula domina todo el espacio interior. La decoración es toda en blanco y dorado, existiendo decoración escultórica: putti, ángeles, santos... nos observan con sus ojos blancos desde la cúpula, imagen del cielo. Las enjutas están decoradas con los cuatro símbolos de los evangelistas en estuco, obra de Camillo Rusconi y son añadidos del siglo XVIII. A la derecha de la entrada está el monumento a Carlo Pio Balestra (1776) por Tommaso Righi y un Monumento a Giovanna Garzoni de Mattia De Rossi. 
La cúpula tiene un diseño mixtilíneo que deriva del manierismo. La decoración del interior de la cúpula se atribuye al alumno y colaborador de Cortona, Ciro Ferri; los nervios y el artesón se combinan como lo hacen en Santa Maria della Pace pero aquí las formas del artesonado son mucho más fluidas y casi titilan con movimiento. El tamaño de los casetones va disminuyendo con la altura, lo que acrecienta la sensación de alejamiento. 
Las ventanas de las bóvedas de los ábsides están coronadas por un frontón dividido con una cabeza en una concha de vieira con artesonado octogonal, motivos que Cortona usó en su pintura al fresco. Las ventanas contribuyen a llenar este espacio con luz, lo que simbolizaría la presencia divina.
En la iglesia superior, sobre el altar mayor, se puede ver un San Lucas pintando a la Virgen, copia del caravagesco Antiveduto Grammatica, de un original atribuido a Rafael Sanzio que se encuentra hoy en la colección de arte de la Academia. Debajo de esta pintura hay una estatua de mármol blanco de la martirizada santa Martina por Nicolo Menghini. En el transepto izquierdo hay una Asunción de san Sebastián por Sebastiano Conca, y en el transepto derecho está el Martirio de san Lázaro por Lazzaro Baldi, quien está enterrado aquí.
Dentro de la puerta de entrada principal a la iglesia superior, una losa de piedra marca el lugar de enterramiento de Cortona, quien murió en 1669, y hay un memorial en la pared con un busto de Cortona por Bernardo Fioiti en la iglesia inferior.
La cripta es obra de Pietro da Cortona y recuerda en sus líneas la forma de la iglesia superior. Ahí se encuentran dos bajorrelieves en estuco de Alessandro Algardi. Uno es Cristo muerto con la Virgen y el Padre.

## Galería de imágenes

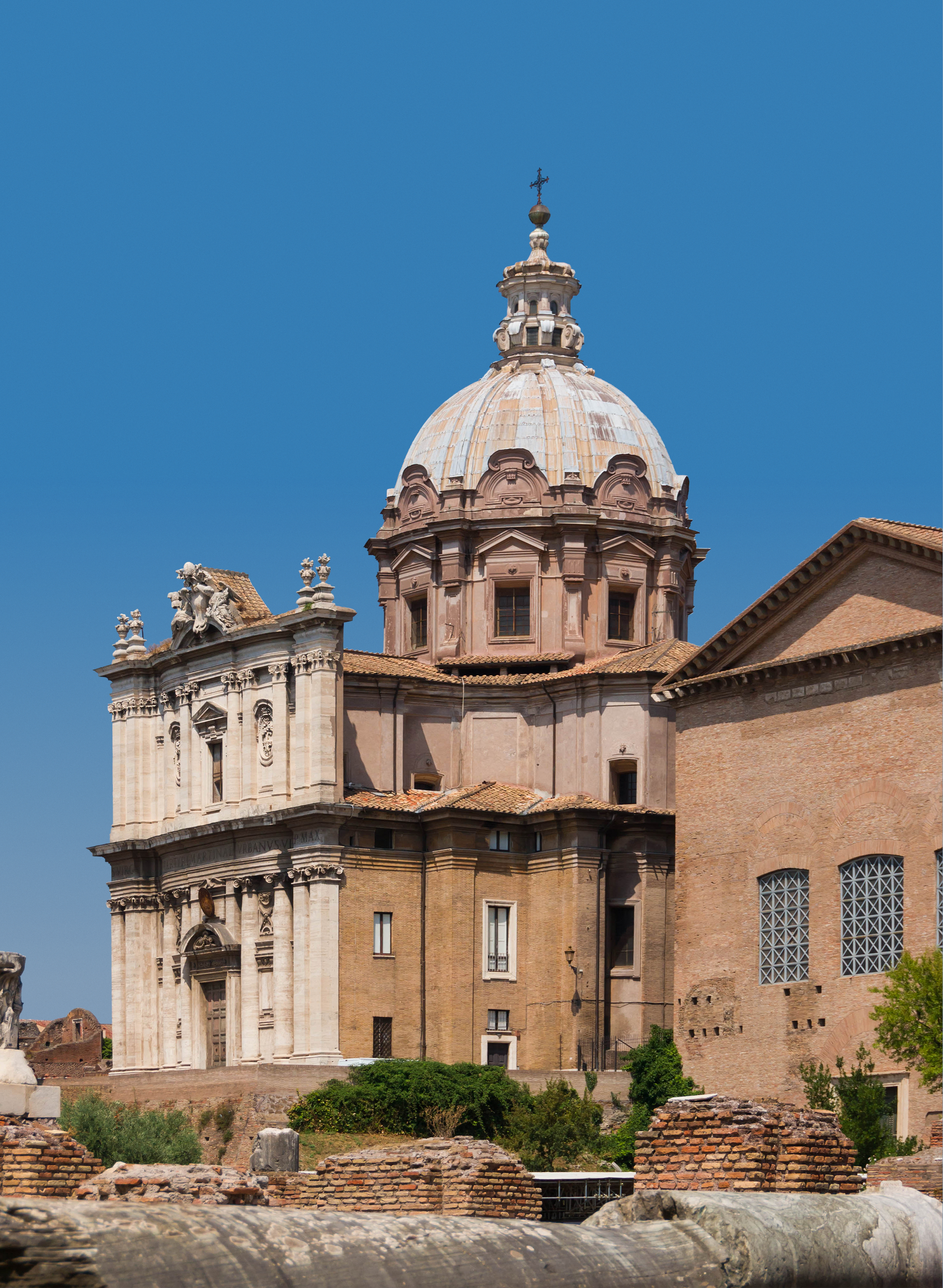
Vista desde el Foro Romano.
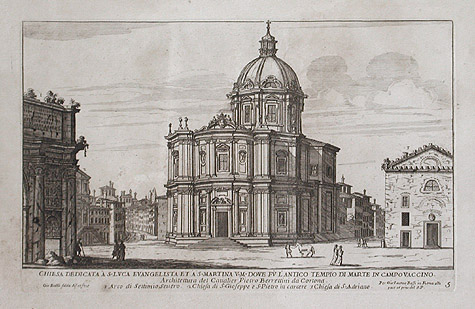
Dibujo de Giovanni Battista Falda (h. 1670).
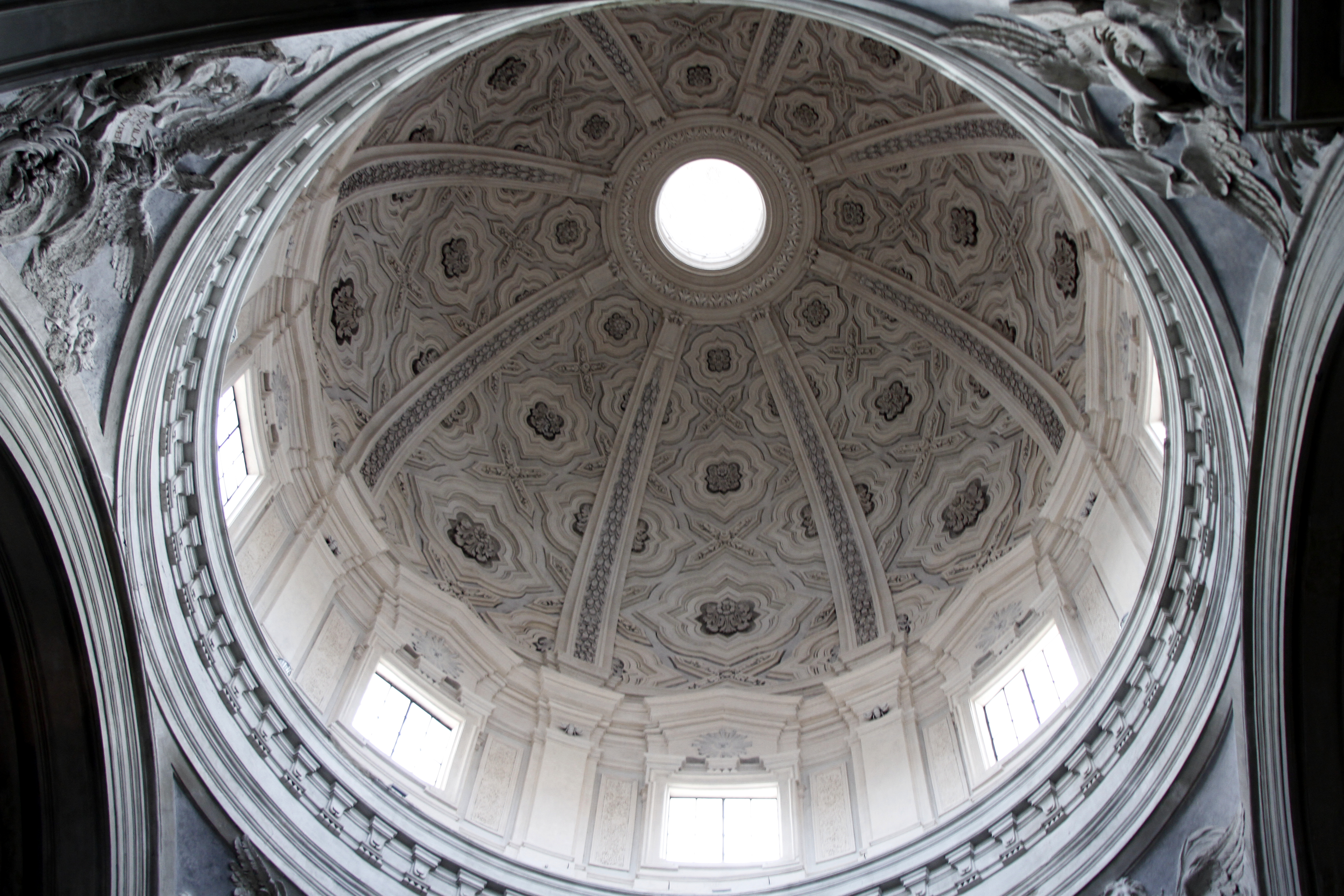
Interior de la  cúpula
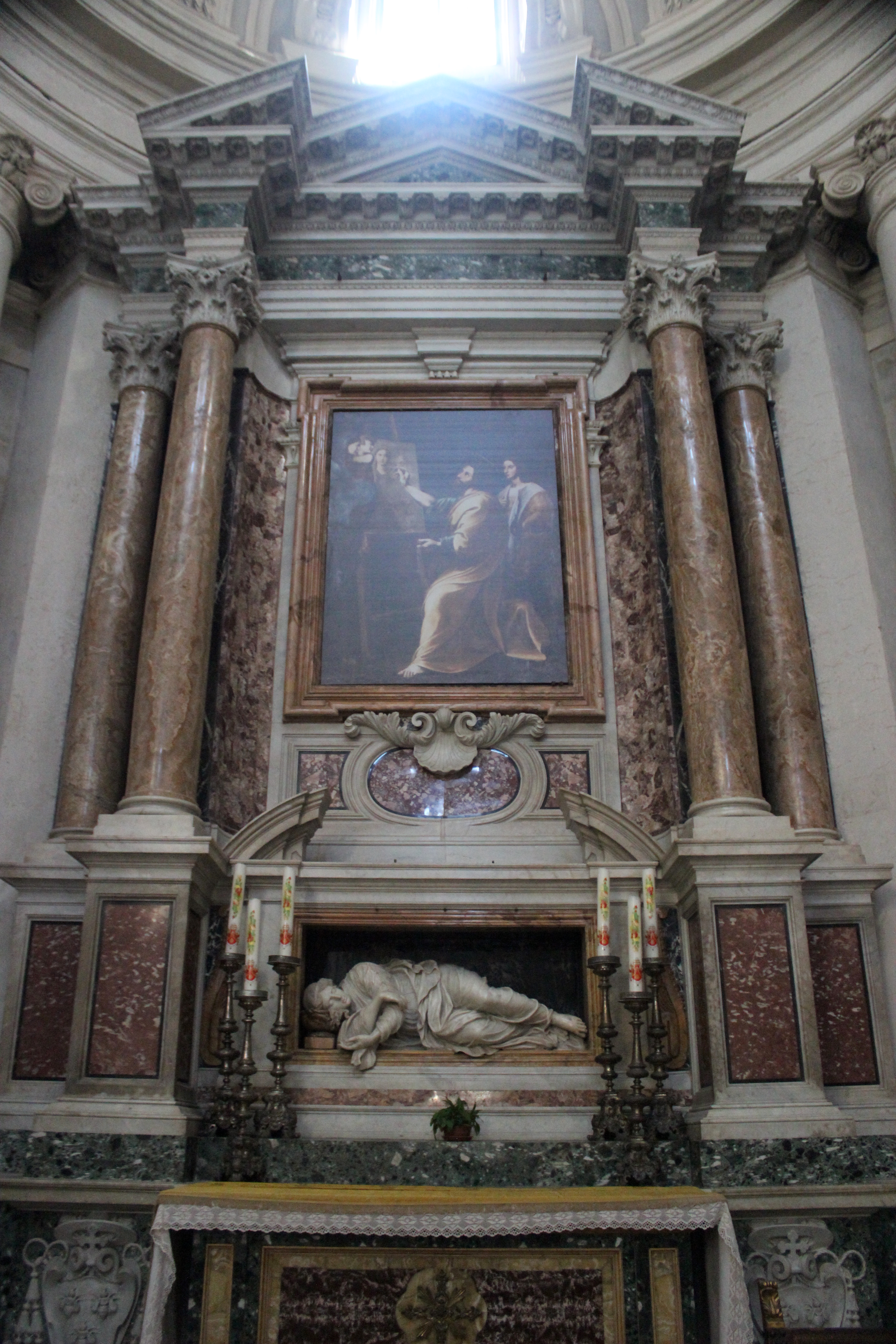
El alta mayor
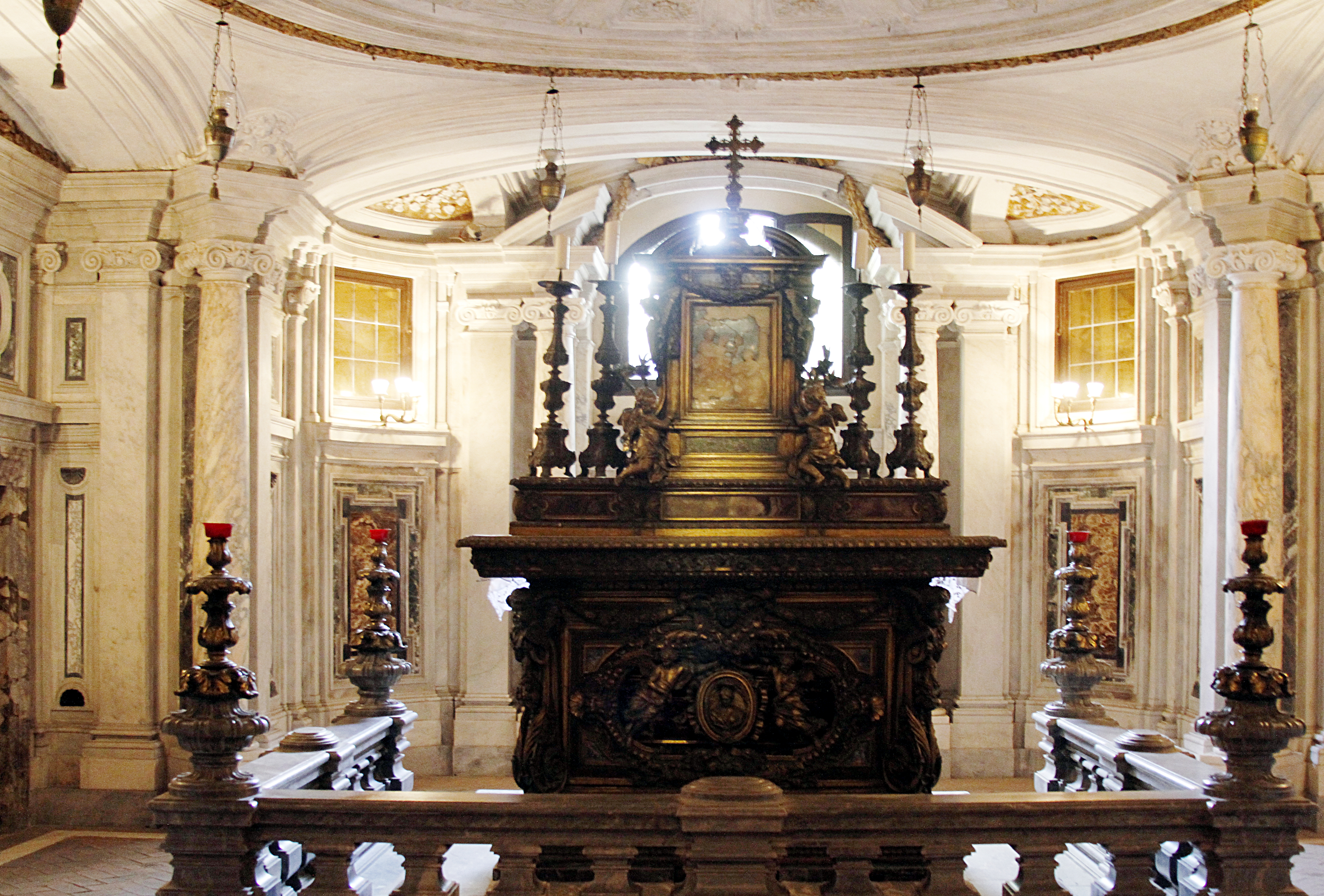
La cripta